# Вівсянка-пустельниця каліфорнійська
Вівся́нка-пусте́льниця каліфорнійська (Artemisiospiza belli) — вид горобцеподібних птахів родини Passerellidae. Мешкає в США і Мексиці. Вид названий на честь американського колекціонера Джона Грехема Белла.

## Опис
Довжина птаха становить 13-15,5 см, вага 12,7-16,8 г. Верхня частина тіла сірувато-коричнева, поцяткована темними смугами, нижня частина тіла біла, на грудях темна пляма. Голова сіра, навколо очей помітні білі кільця. Передня частина обличчя біла, на горлі з боків темні смуги. Хвіст довгий, на кінці прямий, чорний з білими краями, часто направлений догори. Виду не притаманний статевий диморфізм. Забарвлення молодих птахів мають більш коричневе забарвлення, сильно поцятковане смугами.

## Підвиди
Виділяють три підвиди:
- A. b. canescens (Grinnell, 1905) — південний схід Каліфорнії, південний захід Невади і північний схід Баха-Каліфорнії;
- A. b. belli (Cassin, 1850) — від Каліфорнійських прибережних хребтів[en] і західних схилів Сьєрра-Невади до північного заходу Баха-Каліфорнії, острів Сан-Клементе;
- A. b. cinerea (Townsend, CH, 1890) — від південного заходу Баха-Каліфорнії до Ель-Віскаїно в штаті Баха-Каліфорнія-Сур (між 29° пн. ш. і 26°45' пн. ш.).

Невадійська вівсянка-пустельниця раніше вважалася конспецифічною з каліфорнійською вівсянкою-пустельницею, однак була визнана окремим видом.

## Поширення і екологія
Каліфорнійські вівсянки-пустельниці живуть в сухих чагарникових заростях і чапаралі, переважно в заростях полину, а також в заростях Adenostoma fasciculatum і в галофітних заростях лутиги у солончаках, іноді трапляються в садах. Гніздяться на висоті до 3000 м над рівнем моря, під час негніздового періоду мігрують в долини.
Каліфорнійські вівсянки-пустельниці живляться переважно насінням різноманітних трав і чагарників, а також комахами, зокрема кониками, жуками і мурахами. Птахи є пристосованими до життя в сухих ландшафтах і отримують всю необхідну вологу з їжі. Вони шукають її на землі, часто утворюючи великі зграї.
Каліфорнійські вівсянки-пустельниці гніздяться на землі або в чагарниках. Самиці будують гнізда чашоподібної форми з гілочок, трави і шматочків кори. В кладці 3-4 світлих, поцяткованих темними плямками яєць. Насиджують лише самиці, а за пташенятами доглядають і самиці, і самці. За сезон може вилупитися 2-3 кладки. Перша кладка зазвичай розміщується на землі, а наступні — в чагарниках.

## Збереження
МСОП класифікує цей вид як такий, що не потребує особливих заходів зі збереження. За оцінками дослідників, станом на 2019 рік популяція каліфорнійських вівсянок-пустельниць становить приблизно 270 тисяч дорослих птахів. Популяція острова Сан-Клементе, яку деякі дослідники виділяють у окремий підвид A. b. clementeae, перебуває під загрозою зникнення внаслідок знищення природного середовища.